# Ramón Soler Liró
Ramón Soler Liró (Barcelona, 10 de marzo de 1897-Barcelona, 29 de noviembre de 1968) fue un pintor español, padre del también pintor y dibujante Joan Soler Jové.

## Trayectoria
Los comienzos del pintor y dibujante catalán, Ramón Soler Liró, se encuentran en el Ateneo Obrero de Barcelona donde entró en 1907, con solo 10 años. Posteriormente siguió su formación en la Academia Arts, de la calle Petritxol, siendo discípulo del pintor Antoni Gelabert Massot. A los 15 años participó en las "Festes de la Joventud", promovida por la prestigiosa revista La Ilustració Catalana. Fue premiado en la sección de dibujo donde presentó un conjunto de doce obras bajo el título "una dotzena" y mereció la publicación de una de ellas ("als banys de mar") en el número 473 de la revista Ilustració Catalana (correspondiente al 30 de junio de 1912). Realizó viajes de formación a Madrid, Toledo, El Escorial (1920-1921) y en 1926 a París. Participó en múltiples exposiciones como la Exposición de Bellas Artes de Barcelona (1918) o las Exposiciones de Primavera ("Saló de Montjuic" de 1932, 1934, 1936 y 1937). Celebró su primera exposición individual en la Sala Badrines de Barcelona en 1931.
La obra de Soler se vio influenciada por Paul Cezanne y los impresionistas franceses. Sintió especial interés por la obra del pintor Isidre Nonell siendo uno de los organizadores de la exposición-homenaje realizada sobre este pintor en 1922 en la Galería Dalmau de Barcelona, época en la que Nonell aún no tenía el prestigio y reconocimiento del que goza en la actualidad. El trabajo de Soler como pintor se centra en el paisajismo y en la realización de dibujos sobre temas cotidianos. Tiene innumerables dibujos de personas paseando por las calles, cafés, teatros de variedades y circo, afición esta última que transmitió a su hijo, el pintor y dibujante Joan Soler Jové, cuyas escenas de circo y en especial sus dibujos de Charlie Rivel han alcanzado fama internacional. Su obra recibió opiniones muy favorables de críticos de la época como Joaquim Folch i Torres, Rafael Senet y, muy particularmente, del pintor y crítico Josep Maria de Sucre quién en 1931 escribió: "Ramón Soler, el obrero tapicero que pinta como un maestro" (artículo aparecido en la revista "L'Opinió" el 14 de junio de 1931).
Soler fue cofundador del grupo y la revista de arte Nou Ambient (1924-1925). En el primer número de la revista, en abril de 1924, se publicaron dos reproducciones de cuadros con desnudos femeninos, Abillant la nubia (Ataviando a la novia) de Soler y Noia núa ajeguda (Chica desnuda acostada) del pintor Francesc Camps, que fueron motivo de censura militar y obligaron a la reimpresión de la revista. En 1951 participó en la I Bienal Hispanoamericana.
Se casó con Teresa Jové Solans con quien tuvo cinco hijos: Joan, Elvira, Eulalia, María Dolores y Monserrat. Murió en Barcelona el 29 de noviembre de 1968, a los 71 años.
En 1986 se publicó el libro La ciudad de los prodigios, de Eduardo Mendoza, con ilustraciones de Soler. Parte de su obra pertenece a la La collecció Güell de Eusebio Güell.